# Liga Nacional de Bután
La Liga Premier de Bután es el torneo de fútbol a nivel de clubes más importante de Bután y es organizada por la Federación de Fútbol de Bután y patrocinada por el Banco de Bután.

## Historia
La competición de la liga en Bután tuvo un comienzo lento. A pesar de crearse con diez equipos en 1986, no parece haber sido un torneo fútbol organizado fructífero durante diez años. Entre 1996 y 2000 se produjo algún tipo de torneo organizado, pero no está claro el grado en que esto implicaba equipos de fuera de Thimphu, la capital butanesa.
En el 2001, fue creada la A-División como una competición de fútbol para los equipos en Thimphu y fue como una Liga Premier en el país, otorgando el cupo para la Copa Presidente de la AFC. La primera temporada de la A-División tomó esencialmente la forma de un concurso nacional, reflejando fielmente el formato actual de la Liga Nacional. En un torneo de clasificación que se llevó a cabo por equipos en Thimphu (en el que un equipo de Paro también compitió), donde los equipos mejor posicionados avanzaron a una Súper Liga, también incluyó equipos de Samtse y Gomtu y habría incluido equipos de los Distritos de Phuentsholing y Chukchi que no se retiraron.
Sin embargo, esta fue la última vez hace más de una década que los equipos de fuera de Thimphu estarían implicados en el fútbol al más alto nivel en Bután. En 2011, la A-División se jugó sólo como un único conjunto de partidos de todos contra todos, en espera de la constitución de una verdadera Liga Nacional.
Esto no ocurrió, y aunque no fue hasta 2012 que la competencia inaugural se llevó a cabo, una liga de seis equipos formada por los tres mejores de la temporada de la A-División que representaron a Thimphu, a saber Druk Pol FC, Yeedzin FC y Zimdra FC, junto con el Phuentsholing United FC (que representó al  Distrito Chukha), Samtse FC (que representó al Distrito Samtse) y el Ugyen Academy FC (que representó a Punakha). La Liga se inauguró después de haber firmado un contrato por tres años de patrocinio con Coca-Cola, por un monto 3 millones de Nu.
Sin embargo, los equipos de fuera de la capital pronto vieron que podían competir con los que tenían mucha más experiencia en primera división. En la siguiente temporada, el club Ugyen Academy FC se convirtió en el primer equipo no capitalino en llevarse el título, y con ello, el premio de 400.000 Nu. Por desgracia, el número de equipos con sede fuera de Thimphu disminuyó en el 2013, después de la retirada de Samtse FC, situación que continuó en el 2014 con la retirada del Phuentsholing United FC
Como la Copa Presidente de la AFC tuvo su última temporada en el 2014; los seis equipos disputan un puesto en la zona de calificación para las fases iniciales de la Copa de la AFC.

## Equipos 2018
La liga cuenta con la participación de seis equipos, todos provenientes de una fase de clasificación a principios de año, convirtiendo a la A-Division, llamada ahora Liga Timpu (anterior primera categoría) en una de las ligas clasificatorias. Tres de los clasificados son de la capital Thimphu mientras que los otros tres provienen de otros distritos del país.
- Transport United FC (Campeón de la A-Division 2018)
- Thimphu City FC (Subcampeón de la A-Division 2018)
- Thimphu FC (Tercer lugar de la A-Division 2018)
- Ugyen Academy FC (representa al Distrito de Punakha)
- Phuentsholing United FC (representa al Distrito de Chukha)
- Paro FC (representa al Distrito de Paro. Ganador del duelo ante Paro United FC)

## Ediciones anteriores
| Temporada | Campeón             | Finalista           | 3º Lugar            |
| --------- | ------------------- | ------------------- | ------------------- |
| 2012-13   | Yeedzin FC          | Druk Pol FC         | Ugyen Academy FC    |
| 2013      | Ugyen Academy FC    | Yeedzin FC          | Thimphu City FC     |
| 2014      | Druk United FC      | Ugyen Academy FC    | Thimphu City FC     |
| 2015      | FC Terton           | Thimphu FC          | Thimphu City FC     |
| 2016      | Thimphu City FC     | Druk United FC      | Ugyen Academy FC    |
| 2017      | Transport United FC | Thimphu City FC     | Ugyen Academy FC    |
| 2018      | Transport United FC | Paro FC             | Thimphu City FC     |
| 2019      | Paro FC             | Transport United FC | Thimphu City FC     |
| 2020      | Thimphu City FC     | Ugyen Academy FC    | Paro FC             |
| 2021      | Paro FC             | Thimphu City FC     | Transport United FC |

## Títulos por equipo
| Club                | Campeón | Subcampeón | 3º Lugar | Años Campeón     |
| ------------------- | ------- | ---------- | -------- | ---------------- |
| Thimphu City FC     | 2       | 2          | 5        | 2016, 2020       |
| Transport United FC | 2       | 1          | 1        | 2017, 2018       |
| Paro FC             | 3       | 1          | 1        | 2019, 2021, 2022 |
| Ugyen Academy FC    | 1       | 2          | 3        | 2013             |
| Yeedzin FC          | 1       | 1          | 0        | 2012-13          |
| Druk United FC      | 1       | 1          | 0        | 2014             |
| FC Terton           | 1       | 0          | 0        | 2015             |
| Thimphu FC          | 0       | 1          | 0        | —                |
| Druk Pol FC         | 0       | 1          | 0        | —                |

## Clasificación histórica
Tabla elaborada desde 2012-13 hasta 2019.
| Pos. | Equipo                  | PJ | PG | PE | PP | GF  | GC  | DG   | Pts. |
| ---- | ----------------------- | -- | -- | -- | -- | --- | --- | ---- | ---- |
| 1    | Thimphu City FC         | 88 | 53 | 12 | 23 | 278 | 115 | +163 | 171  |
| 2    | Ugyen Academy FC        | 88 | 47 | 15 | 26 | 241 | 126 | +115 | 156  |
| 3    | Transport United FC     | 38 | 28 | 4  | 6  | 122 | 53  | +69  | 88   |
| 4    | Druk United FC          | 38 | 22 | 6  | 10 | 83  | 52  | +31  | 72   |
| 5    | Paro FC                 | 28 | 23 | 0  | 5  | 117 | 26  | +91  | 69   |
| 6    | Thimphu FC              | 40 | 18 | 4  | 19 | 90  | 62  | +28  | 58   |
| 7    | Yeedzin FC              | 20 | 13 | 7  | 0  | 53  | 20  | +33  | 46   |
| 8    | Druk Pol FC             | 30 | 13 | 5  | 12 | 63  | 50  | +13  | 44   |
| 9    | BFF Academy U-19        | 18 | 9  | 3  | 6  | 56  | 26  | +30  | 30   |
| 10   | Paro United FC          | 48 | 8  | 5  | 35 | 74  | 246 | -172 | 29   |
| 11   | Druk Star FC            | 28 | 7  | 3  | 18 | 55  | 76  | -21  | 24   |
| 12   | FC Terton               | 10 | 6  | 4  | 0  | 29  | 10  | +19  | 22   |
| 13   | Phuentsholing United FC | 48 | 6  | 3  | 39 | 56  | 260 | -204 | 21   |
| 14   | High Quality United FC  | 18 | 6  | 1  | 11 | 50  | 40  | +10  | 19   |
| 15   | Dzongree FC             | 10 | 2  | 1  | 7  | 18  | 31  | -13  | 7    |
| 16   | Bhutan Clearing FC      | 30 | 1  | 3  | 26 | 20  | 126 | -106 | 6    |
| 17   | Samtse FC               | 10 | 0  | 0  | 10 | 6   | 37  | -31  | 0    |
| 18   | Phuentsholing City FC   | 10 | 0  | 0  | 10 | 7   | 91  | -84  | 0    |